# Nahim Khadi
Nahim Khadi   (Freetown, 1948 - 13 de juny de 2023) és un exfutbolista de Sierra Leone, nascut de pares libanesos, de la dècada de 1970 i dirigent esportiu.
Fou internacional amb la selecció de futbol de Sierra Leone. Pel que fa a clubs, destacà a East End Lions i Mighty Blackpool.
El seu fill és el també futbolista Nahim Khadi Jr.
El 20 de juliol de 2008 fou escollit president de la Sierra Leone Football Association.